# Surf City (Nova Jersey)
Surf City és una població dels Estats Units a l'estat de Nova Jersey. Segons el cens del 2007 tenia 1.549 habitants.

## Demografia
Segons el cens del 2000, Surf City tenia 1.442 habitants, 706 habitatges, i 420 famílies. La densitat de població era de 773,3 habitants/km².
Dels 706 habitatges en un 13% hi vivien nens de menys de 18 anys, en un 48,6% hi vivien parelles casades, en un 7,1% dones solteres, i en un 40,4% no eren unitats familiars. En el 34,8% dels habitatges hi vivien persones soles el 19,4% de les quals corresponia a persones de 65 anys o més que vivien soles. El nombre mitjà de persones vivint en cada habitatge era de 2,04 i el nombre mitjà de persones que vivien en cada família era de 2,61.
Per edats la població es repartia de la següent manera: un 12,4% tenia menys de 18 anys, un 5,1% entre 18 i 24, un 21,6% entre 25 i 44, un 26,8% de 45 a 60 i un 34,1% 65 anys o més.
L'edat mediana era de 53 anys. Per cada 100 dones de 18 o més anys hi havia 88,8 homes.
La renda mediana per habitatge era de 38.190 $ i la renda mediana per família de 50.268 $. Els homes tenien una renda mediana de 40.625 $ mentre que les dones 25.208 $. La renda per capita de la població era de 26.632 $. Aproximadament el 5,6% de les famílies i el 7,5% de la població estaven per davall del llindar de pobresa.

## Poblacions més properes
El següent diagrama mostra les poblacions més properes.